# 後冷戰時代
后冷战时代（英語：post–Cold War era）是一段以冷战结束为始，持续至今的历史时期，代表了自1991年12月苏联解体后的历史。这一时期在国际上发生了较大的政治局面变动，如许多前苏联的加盟共和国成员在此时开始纷纷成为主权国家，以及市场经济制度在东欧地区的引进与发展。这一时期的开端也象征美国自二战结束以来首度成为世界上唯一的超级大国，标志着一超多强局面的开始。 
与冷战时期相比，后冷战时期早期的主要特点是稳定和裁军。此时的美国和俄罗斯都大幅削减了核武库存。前东欧集团的大部分国家都进行了民主化改革并融入世界经济体系。同时，多数苏联的前卫星国以及三个位于波罗的海的原苏联加盟国都加入了欧盟和北约。在此期间的前二十年，北约经历了三轮扩张，法国重新加入北约指挥部。
以俄罗斯为首的一些前苏联加盟国成立了集安组织以取代已经解散的华约。此外，俄罗斯还与中国和其他几个友好国家建立战略伙伴关系，并加入了非军事性的上海合作组织和金砖国家组织，而后两者都包含了中国这一快速崛起中的大国。在21世纪初，为应对中国崛起，美国的奥巴马当局将战略力量重新平衡到亚太地区。
截至2025年4月30日，后冷战时代的主要危机包括海湾战争、南斯拉夫内战、第一次以及第二次刚果战争、第一次以及第二次车臣战争、911事件、阿富汗战争、伊拉克战争、俄格战争以及正在进行中的俄乌战争与以色列—哈瑪斯戰爭。与此同时，同样还在进行中的叙利亚内战被普遍视为该地区内各个区域和世界级大国之间（主要是美国和俄罗斯之间）一系列相互重叠的代理人战争。
随着弗拉基米尔·普京在2000年出任俄罗斯总统上台执政，俄罗斯逐渐变得更加专制并在外交政策上表现得更加激进。这导致了其与西方世界的关系恶化。随着制裁、对乌克兰的军事援助、国际孤立以及北约进一步东扩的前景，自冷战结束以来的世界格局开始进一步恶化。
習近平在2012年出任中共中央總書記和中央軍委主席，成為中華人民共和國最高領導人。習近平在處理國際關係上採取更加進取的手段，甚至發起「戰狼外交」，西方傳媒稱習近平將美國視為中國的頭號敵人。美國印太司令部司令菲利普·戴维森出席美國參議院軍事委員會聽證會時表示，習近平將統一台灣作為其中一個優先考慮策略。習近平在2019年向台灣提出「一國兩制臺灣方案」遭抵制和反對，在民主進步黨籍的蔡英文連任中華民國總統後，習近平又積極部署「武統台灣」，海峽兩岸關係空前緊張。中國大陸很可能會在2027年前攻打台灣，並試圖在亞洲地區取代美國的影響力。《金融時報》專欄作家吉迪恩‧拉赫曼認為，中國年輕世代在中共宣揚的「中華民族偉大復興」的背景下成長，趨於愛國主義或民族主義。隨著特朗普在2016年擔任美國總統之後，美國亦對中國采取強硬政策。特別是在2018年美國對中國發動的中美貿易戰則是讓中美關係進一步惡化。
俄羅斯入侵烏克蘭後，中國與俄羅斯的關係進一步升溫，2023年習近平訪問俄羅斯，是俄羅斯總統普京被國際刑事法院發佈逮捕令以來的首次會晤外國領導人。美國總統拜登曾警告習近平：「如果中國向俄羅斯提供物質支持，將有嚴重後果」。歐盟和北約也曾經表示：「如果中國試圖向俄羅斯提供軍事支援或幫助俄羅斯減少因制裁受到的影響，將面臨嚴重後果」。

## 拓展阅读
- Aziz, Nusrate, and M. Niaz Asadullah. "Military spending, armed conflict and economic growth in developing countries in the post–Cold War era." Journal of Economic Studies 44.1 (2017): 47-68.
- Bartel, Fritz. . Harvard University Press. 2022  [2023-10-22]. ISBN 9780674976788. （原始内容存档于2022-08-09）.
- Henriksen, Thomas H. Cycles in US Foreign Policy Since the Cold War (Palgrave Macmillan, 2017).
- Jones, Bruce D., and Stephen John Stedman. "Civil Wars & the Post–Cold War International Order." Dædalus 146#4 (2017): 33-44.
- Menon, Rajan, and Eugene B. Rumer, eds. Conflict in Ukraine: The Unwinding of the Post–Cold War Order (MIT Press, 2015).
- Peterson, James W. Russian-American relations in the post–Cold War world (Oxford UP, 2017).
- Sakwa, Richard. Russia against the Rest: The Post–Cold War Crisis of World Order (Cambridge UP, 2017)  362pp online review （页面存档备份，存于）
- Wood, Luke B. "The politics of identity and security in post–Cold War Western and Central Europe." European Politics and Society 18.4 (2017): 552-556.